# Daiquiri

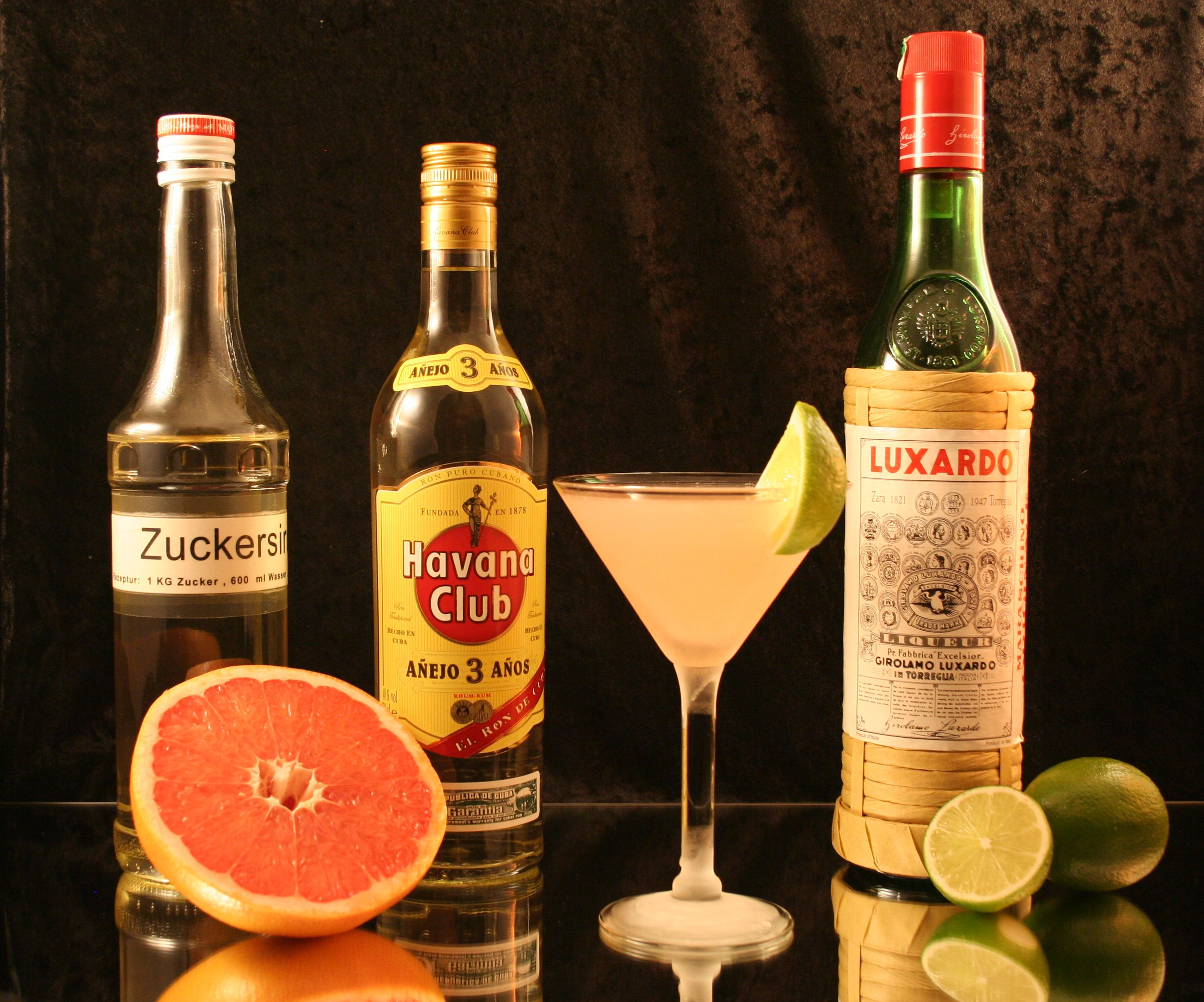
Daiquiri z kluczowymi składnikami (syrop cukrowy, różowy grejpfrut, kubański rum, likier Maraschino, limonka).

Daiquiri – popularny koktajl alkoholowy na bazie białego rumu, syropu cukrowego i soku z limetki. Nazwa, wedle niektórych opinii, pochodzi z języka zamieszkujących niegdyś Karaiby Indian Taino. Był ulubionym drinkiem Ernesta Hemingwaya (preferował go w wersji Papa Doble – z podwójną ilością rumu) oraz Johna Kennedy’ego. Drink pojawił się też w kilku powieściach Hemingwaya, chociaż w wersji pisarza występuje jeszcze sok grejpfrutowy i maraschino.
Składniki:
- 60 ml białego rumu
- 22,5 ml syropu cukrowego
- 30 ml soku z limetki

Wersja papa doble:
- 120 ml białego rumu
- 30 ml soku z limetki
- 30 ml soku z grejpfruta
- 15 ml likieru marschino

Składniki należy wymieszać w shakerze z lodem a następnie wlać do szklanki koktajlowej.